# Rolf Riehm
Rolf Riehm (* 15. Juni 1937 in Saarbrücken) ist ein deutscher Komponist.

## Leben und Wirken
Rolf Riehm ist der Sohn des Organisten Karl Riehm und der Klavierpädagogin Elly Riehm. Er studierte nach dem Abitur ein Jahr lang Musikwissenschaft an der Goethe-Universität Frankfurt und von 1958 bis 1961 Oboe und Schulmusik an der Musikhochschule Frankfurt. Es folgte ein Studium der Komposition in der Meisterklasse von Wolfgang Fortner an der Musikhochschule Freiburg.
Riehm war zunächst als Solo-Oboist und kurze Zeit im Schuldienst tätig. Ab 1968 wirkte er als Dozent an der Rheinischen Musikschule Köln und war bis 1972 Mitglied der Gruppe 8 Köln, einem Zusammenschluss von Komponisten. Von 1974 bis 2000 hatte er eine Professur für Komposition und Tonsatz an der Musikhochschule Frankfurt inne. 1980 wurde sein Musik im Dokumentarfilm Septemberweizen verwendet.
Riehm war Mitbegründer der von 1964 bis 1970 bestehenden Frankfurter Vereinigung für Musik. Von 1976 bis 1981 war er Mitglied der Formation Sogenanntes Linksradikales Blasorchester. Er unternahm Konzertreisen und hielt Vorträge und Workshops in Europa, Amerika und Japan.
2014 erschien unter dem Titel Rolf Riehm / Texte eine Ausgabe seiner Schriften.
Das Riehm-Archiv der Akademie der Künste Berlin verwahrt sämtliche  Arbeitstagebücher, Vorarbeiten, Skizzen und Partiturreinschriften von Riehms Werken, auch des Frühwerks.

## Künstlerischer Stil
Der Journalist Bernd Leukert beschreibt Riehm als eigenwilligen Künstler, der sich selbst als politischen Menschen sieht. Riehm lasse ältere oder jüngere Kompositionstraditionen bewusst außer Acht, nutze jedoch die ganze Palette der musikalischen Ausdrucksmöglichkeiten in teilweise radikaler Weise. Seine Kompositionen seien fern aller Systematik, und was immer er komponiere, entfalte sich zu „explosiven Konglomeraten“, die klanglich weder ästhetisch, noch „politisch korrekt“ umgesetzt würden.

## Auszeichnungen
- Premio Marzotto per la Musica, Valdagno, 1968[2]
- Stipendiat der Villa Massimo in Rom, 1970–71[2]
- Kunstpreis des Saarlandes, 1992[2]
- Hindemith-Preis der Stadt Hanau, 2002
- Mitglied der Akademie der Künste, Berlin, 2010

## Werk

### Musiktheater
- Die Abrazzo-Oper (1981; Komposition von Heiner Goebbels gemeinsam mit Alfred Harth, Rolf Riehm a. o.)
- Das Schweigen der Sirenen. UA: Staatsoper Stuttgart 1994[4]
- Sirenen – Bilder des Begehrens und des Vernichtens. UA: Oper Frankfurt am Main, 2014[5]

### Hörstück
- Machandelboom, mit  u. a. Alfred Harth, Heiner Goebbels, Christoph Anders, 1981/82
- Der Main (auf der von Alfred Harth produzierten LP „Es herrscht Uhu im Land“, JAPO 1980)
- Ihr Blüten von Deutschland, 1988

### Orchesterwerke
- Die Erde ist eine Schale von dunkelm Gold. Zwei Bachparaphrasen für Sopran, Tenor, Bariton und Orchester, 1966/1999
- He, tres doulz roussignol joly nach altfranzösischen Balladen und Virelais, 1978
- Tänze aus Frankfurt, 1980
- Das Schweigen der Sirenen für Sopran, Tenor, Orchester und elektronische Zuspielungen, 1987
- Berceuse, 1989
- Les Chants de la Revolution sont des Chants de l’Amour für Sopran, Orchester und elektronische Zuspielungen, 1989/1998
- Schubert Teilelager für Streichorchester, 1989
- Shifting Violinkonzert, 1995
- Restoring the Death of Orpheus Akkordeonkonzert, 2000
- Fremdling, rede – Ballade Furor Odysseus für Mezzosopran, Sprecher und Orchester, 2002
- Die schrecklich-gewaltigen Kinder für Koloratursopran und großes Ensemble, 2003
- Ihr, meine und eines ruchlosen Vaters Kinder für Sopran, Sprecher (über Zuspielung) und Orchester, 2006
- Au bord d’une source für Tenorblockflöte, Orchester und Zuspielungen, 2006
- Wer sind diese Kinder für Klavier, großes Orchester und Zuspielungen, 2009
- Die Tode des Orpheus für Countertenor und Orchester, 2017
- Ihr, meine und eines ruchlosen Vaters Kinder, 2006  kr 10165
- Die Tode des Orpheus, 2017  kr 10165
- Fremdling, rede-Ballade Furor Odysseus, 2002  kr 10177
- Double Distant Counterpoint, 1994  kr 10177

### Ensemblemusik
- Ein Sommerabend am Lindleinsee für Violine, Violoncello, Klavier und Zuspielungen, 1976
- Tempo strozzato für Streichquartett, 1978
- „Ich denk viel.“ / Mr. President / pizz / 13 für Bratsche, Violoncello und Kontrabass, 1987
- Uncertain Melody für acht Instrumente, 1989
- Gracieusement für Bratsche, Violoncello und Kontrabass, 1990
- Ahi bocca, ahi lingua für vier Männerstimmen, 1994
- Double Distant Counterpoint (J.S. Bach, Kunst der Fuge, Contrapunctus XI) für großes Ensemble und Keyboard, 1994
- Sarca – il fiume Sarca für 7 Bläser und Kontrabass, 1995
- Schlaf, schlaf, John Donne, schlaf tief und quäl dich nicht für Violine, Bassklarinette, Akkordeon, Keyboard, 1997
- Hawking für Klavier, Große Trommel und sechs Instrumente, 1998
- FIORETTI Within My Bosom für Klarinette, Violoncello und Klavier, 2000
- Short Message Piece für Flöte und Tenorblockflöte, 2001
- Adieu, Marie, mon amour – Drei Liebeslieder in den Tod für Bratsche und Akkordeon, 2002
- aprikosenbäume gibt es, aprikosenbäume gibt es für Kontrabassklarinette, Violine, Trompete, Violoncello, Posaune und Zuspielungen, 2004
- No Velvet Mute For Lullabies für vier Posaunen, 2005
- Der Faden ist gerissen für sieben Instrumentalisten, 2005
- in der luft waren vögel, im wasser waren fische für Klavier und acht Instrumente, 2006
- Lenz in Moskau für Posaune, Gitarre, Violoncello, Klavier, zwei Schlagzeugspieler und Zuspielungen, 2011
- Pasolini in Ostia für Sopran, Klavier, Violoncello und Schlagzeug, 2012
- Der Asra für Sopran und Klavier, 2014
- Basar Aleppo oder Die Straße nach Tyros Klangszenen für Tenorsaxophon, Marimbaphon, Klavier und Zuspielungen, 2015
- Adieu, sirènes für Mezzosopran, 2 Violoncelli, 2 Trompeten, 2015

### Solomusik
- Ungebräuchliches für Oboe, 1964
- Gebräuchliches für Altblockflöte, 1972
- Notturno für die trauerlos Sterbenden für Gitarre, 1977
- Don’t cry, mummy isn’t here anyway – memories of a temptingly morbid summer  für Bratsche, 1982
- Scheherazade für Akkordeon, 1990
- Toccata Orpheus für Gitarre, 1990
- Weeds in Ophelia's Hair für Altblockflöte, 1991
- Push Pull für Akkordeon, 1995
- Hamamuth – Stadt der Engel  für Klavier, 2005
- Ach, Königin für Violoncello, 2005
- Ton für Ton (weiße Straßen Babylons) für Kontrabassklarinette, 2007
- Im Nachtigallental für Violoncello, 2007
- So ist es  für Kontrabassklarinette, 2015
- Ciao, carissimo Claudio oder Die Steel Drums von San Marco  für Klavier und Zuspielungen, 2017

## Diskografie (Auswahl)
- Die Tränen des Gletschers (1998), col legno
- Kompositionen für Gitarre, Cybele 260.601 cybele.de
- Dokumentation Wittener Tage für neue Kammermusik 1997, Kulturforum Witten / WDR Köln
- Sogenanntes Linksradikales Blasorchester, Trikont (1976–1981)
- Werke aus den Jahren 1977–1993 – Rundfunk-Sinfonieorchester Baden-Baden und Saarbrücken, Leitung: Michael Gielen und Marcello Viotti, die Gitarristen Wilhelm Bruck und Theodor Ross sowie das Saarbrücker Streichquartett. Talking Music TalkM 1006
- Machandelboom, Cybele SACD 960.501 cybele.de
- Das Schweigen der Sirenen / Tänze aus Frankfurt, hrMedia
- Orchesterwerke: He, très doulz roussignol joly, Schubert Teilelager, Die Erde ist eine Schale von dunkelm Gold, Cybele 860.401 cybele.de
- Without Compression, Cybele 260.501 cybele.de
- Weeds in Ophelia’s Hair, Bayer-Records
- aprikosenbäume gibt es, aprikosenbäume gibt es (Theo Nabicht, ensemble ascolta) und zwei weitere Werke: ahi bocca, ahi lingua (Hilliard Ensemble) und schlaf, schlaf, John donne, schlaf tief und quäl dich nicht (ensemble recherche), Cybele records SACD 860.701
- Rolf Riehm Orchesterwerke: Die Tränen des Gletschers, Nuages immortels oder Focusing on Solos (Medea in Avignon) und Berceuse, SWR Sinfonie Orchester, Michael Gielen, Hans Zender, telos music records TLS 128
- Rolf Riehm: Wer sind diese Kinder, Hamamuth-Stadt der Engel, Nicolas Hodges, Piano, SWR Sinfonieorchester Baden-Baden und Freiburg, Beat Furrer, WERGO 6755 2
- Rolf Riehm: Lenz in Moskau, Im Nachtigallental, Ton für Ton (weiße Straßen Babylons), Au bord d’une source, Ensemble Ascolta, Erik Borgir, Theo Nabicht, Jeremias Schwarzer, hr-Sinfonieorchester, Sian Edwards, WERGO 73142
- Shifting, Guy Braunstein, Violine, WDR Sinfonieorchester Köln, Leitung Dennis Russell Davis,   Archipel Remix, WDR Sinfonieorchester Köln, Leitung Peter Rundel, WERGO 7357 2
- Fremdling, rede-Ballade Furor Odysseus  kr 10177
- Double Distant Counterpoint kr 10177
- Ihr, meine und eines ruchlosen Vaters Kinder kr 10165
- Die Tode des Orpheus kr 10165